# مسجد جامع ده‌آباد
مسجد جامع ده آباد مربوط به دوره قاجار است و در میبد، ده آباد، محله پائین، کوچه مسجد جامع واقع شده و این اثر در تاریخ ۱۰ خرداد ۱۳۸۲ با شمارهٔ ثبت ۹۱۱۰ به‌عنوان یکی از آثار ملی ایران به ثبت رسیده است.